# Kiira Korpi
Kiira Linda Katriina Korpi (n. 26 de septiembre de 1988) es una patinadora artística finlandesa. Ha sido tres veces medallista europea (bronce en 2007 y 2011, plata en 2012), campeona del Trofeo Éric Bompard 2010, campeona de la Rostelecom Cup 2012, dos veces medallista de la Copa de China y cinco veces campeona nacional finlandesa (2009, 2011-2013 y 2015). Se retiró del patinaje competitivo en agosto de 2015.

## Vida personal
Korpi nació en Tampere, Finlandia. Su padre, Rauno Korpi, fue el entrenador del equipo de hockey femenino finlandés que obtuvo una medalla de bronce en los Juegos Olímpicos de Invierno de 1998.  En Finlandia, su apodo es Jääprinsessa (Princesa de hielo) debido a su parecido con Grace Kelly, la antigua princesa de Mónaco. En su artículo para GoldenSkate.com en 2008, Barry Mittan la describió como «la mujer más bella del patinaje artístico».
Además de su finlandés natal, Korpi también habla sueco, inglés y alemán. Ha practicado pilates y Ashtanga yoga. Se comprometió con Arthur Borges Seppälä en mayo de 2017.

## Carrera

### Inicios
Korpi comenzó a patinar a la edad de cinco años, siguiendo a su hermana mayor. Su primer salto triple fue un salchow cuando tenía 11 o 12 años.
En 2003, Korpi terminó 19.º en su primera participación en el Campeonato del Mundo Júnior. La siguiente temporada, haciendo su debut en el ISU Junior Grand Prix (JGP), quedó sexta en Eslovenia y se llevó la medalla de bronce en Polonia. Ocupó el puesto 16.º en el Campeonato del Mundo Júnior 2004.

### Temporada 2004-2005
De vuelta a la serie JGP, Korpi se clasificó 6.ª en Hungría antes de ganar el oro en Alemania. Recibió un lugar comodín en la final del JGP, donde terminó cuarta. Recibió la medalla de plata en los Campeonatos de Finlandia 2005 y fue convocada para el Campeonato Europeo de 2005, donde quedó 13.ª Luego compitió en el Campeonato Mundial Júnior 2005, donde quedó décima, su mejor resultado en el evento.

### Temporada 2005-2006
Compitiendo en la serie JGP, Korpi quedó séptima en Eslovaquia y ganó la medalla de bronce en Estonia. Tras obtener la medalla de bronce en el Campeonato de Finlandia de 2006, fue convocada al Campeonato Europeo de 2006. Korpi quedó 6.ª, lo que le permitió competir en los Juegos Olímpicos de Turín 2006, donde terminó 16.ª

### Temporada 2006-2007
En la temporada 2006-07, Korpi hizo su debut en el Grand Prix sénior. Se clasificó 4.ª en los Finnish Nationals de 2007, luego fue al Campeonato Europeo de 2007 y ganó la medalla de bronce, convirtiéndose en la segunda patinadora finlandesa de patinaje individual femenina en ganar una medalla europea. Terminó 14.ª en el Mundial.

### Temporada 2007-2008
A principios de la temporada 2007-08, Korpi sufrió una infección de esófago, gripe y sinusitis, causando que se perdiera su primer Grand Prix. Korpi quedó 5.ª en el Campeonato de Europa de 2008.  En el Mundial de 2008, ella quedó en 4.º lugar después del programa corto, pero tuvo un programa largo deficiente y terminó en noveno lugar.

### Temporada 2008-2009

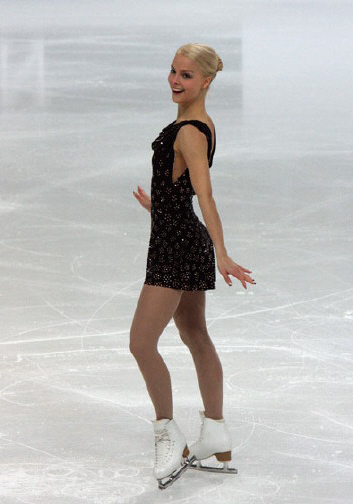
Korpi en los Europeos de 2009

Korpi no participó en el Grand Prix. Posteriormente, esa misma temporada, se convirtió en la campeona nacional finlandesa, un título que había ganado anteriormente en el nivel júnior. Volvió a ser 5.ª en el Campeonato de Europa y ganó la medalla de bronce en el Winter Universiade de 2009, su último evento de la temporada.

### Temporada 2009-2010
Korpi comenzó su temporada con podios en el Trofeo Nebelhorn y en el Finlandia Trophy, así como su primera medalla de Grand Prix sénior, una plata en la Copa de China. Sin embargo, no pudo defender su título nacional, quedando segunda tras Laura Lepistö. En los Campeonatos de Europa, fue segunda después del programa corto, pero su actuación en el programa largo la dejó fuera del podio. Korpi fue undécima en los Juegos Olímpicos de Invierno de 2010, y quedó 19.ª un mes después en el Campeonato del Mundo.

### Temporada 2010-2011

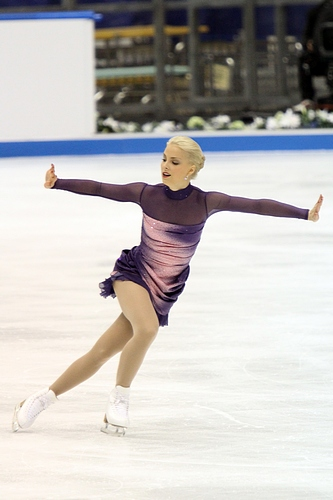
Kiira Korpi en el Trofeo NHK 2010

Korpi decidió probar nuevas coreógrafos y trabajó en sus programas competitivos con Shae-Lynn Bourne y David Wilson. Comenzó la temporada en el Trofeo Nebelhorn de 2010, que ganó por primera vez en su carrera. Sus eventos asignados al Grand Prix fueron el Trofeo NHK 2010 y el Trofeo Éric Bompard 2010.  Ocupó el cuarto lugar en el Trofeo NHK, y luego ganó su primer título de Grand Prix en el Trofeo Éric Bompard. Los resultados combinados la dejaron como primera alternativa para la Final del Grand Prix. Su siguiente evento fue el finlandés, que ganó por segunda vez en su carrera. Korpi ganó la medalla de bronce en el Campeonato de Europa de 2011.

### Temporada 2011-2012

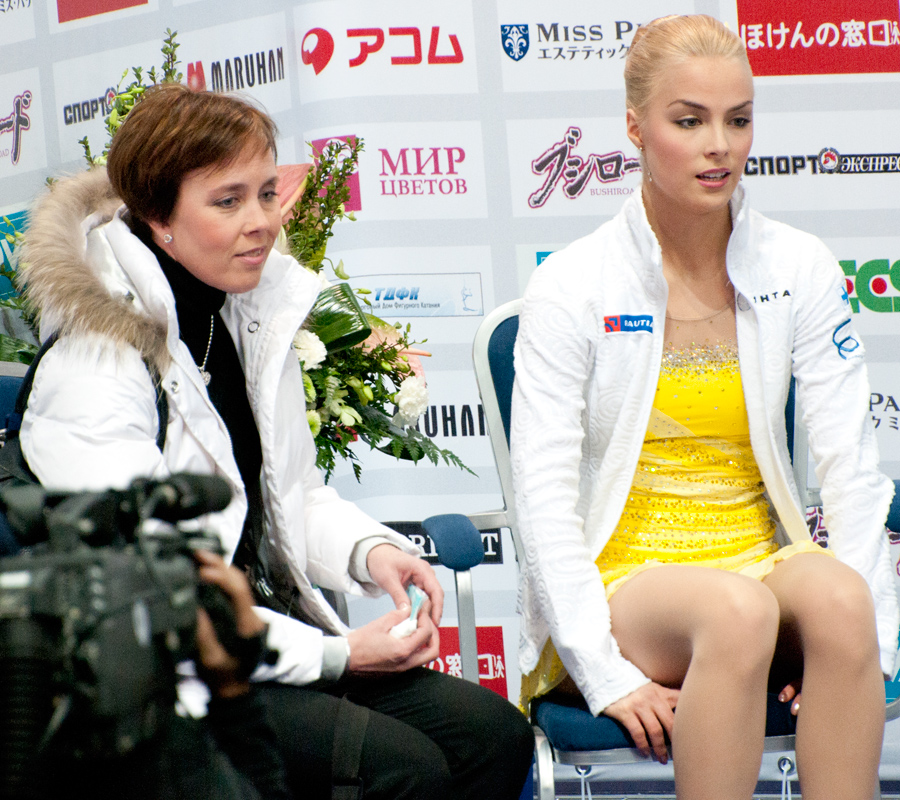
Korpi con la entrenadora Susanna Haarala en 2011

En julio de 2011, Korpi se lesionó el metatarso del pie, por lo que se retiró del Abierto de Japón 2011 y del Trofeo de Finlandia de 2011. Ella reanudó la práctica de los saltos en octubre y dijo que le iba bien, pero no sentía que estaban completamente listos para el Trofeo NHK 2011, donde terminó 6.ª Fue quinta en la Copa de Rusia 2011. Defendió con éxito su título nacional en el Campeonato de Finlandia de patinaje artístico de 2012 en diciembre.
Korpi ganó su tercera medalla en los Europeos, terminando segunda tras Carolina Kostner a pesar de lastimarse la pierna unas semanas antes del campeonato. Se retiró del Campeonato Mundial de 2012 dos semanas antes del evento, debido a lesiones persistentes en los pies y la cadera.

### Temporada 2012-2013

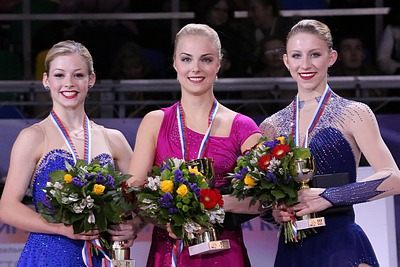
Korpi y las demás medallistas de la Copa Rostelecom 2012

Korpi comenzó su temporada en el Trofeo Finlandia de 2012, donde ganó la medalla de plata. Luego ganó su tercera medalla de Grand Prix, un bronce, en la Copa de China 2012. En la Copa Rostelecom 2012, Korpi ganó su segundo título de GP de su carrera y se clasificó para su primera Final del Grand Prix. Con ello, se convirtió en la primera patinadora finlandesa que se clasificó para la final. Terminó cuarta en el evento. El siguiente evento de Korpi fue el Finnish Nationals 2013, donde se llevó la medalla de oro. Korpi se retiró del Campeonato de Europa de 2013 debido a la inflamación en su tendón de Aquiles izquierdo. Se perdió los Campeonatos del Mundo de 2013 por la misma razón.

### Temporada 2013-2014
El 23 de agosto de 2013, Korpi confirmó el cambio de entrenador a Rafael Arutyunyan en Lake Arrowhead, California. Fue asignada a dos eventos Grand Prix, el Skate Canada International 2013 y el Trofeo Éric Bompard 2013, pero tuvo que retirarse de ambos debido a una lesión del tendón de Aquiles sufrida en septiembre. Carlos Ávila de Borba se convirtió en uno de sus entrenadores en diciembre de 2013. Después de una operación en abril de 2014 debido a una necrosis, se puso un yeso durante seis semanas y reanudó el entrenamiento a finales de junio.

### Temporada 2014-2015
Korpi regresó a la competición en el Golden Spin of Zagreb de 2014 después de un receso de dos años debido a las lesiones. Terminó 4.ª en el programa corto pero ascendió en el programa libre, ganando el evento. Ganó su quinto título nacional en diciembre. Compitió en el Campeonato de Europa de 2015 en Estocolmo, ocupando el cuarto lugar en el programa corto. Sin embargo, Korpi se retiró de la competición antes de que pudiera presentase una lesión en el programa libre. Ocupó el puesto 31 en el Campeonato del Mundo de 2015.

### Carrera posterior
Korpi inicialmente planeó competir en la temporada 2015-2016. Fue asignada al Trofeo Éric Bompard 2015, pero se retiró del evento. El 27 de agosto de 2015, anunció su retiro del patinaje competitivo en una conferencia de prensa en Helsinki. En una entrevista posterior, ella declaró que había estado luchando con la ansiedad. También dijo: «Cada vez que empezaba a entrenar, me lesionaba. Estaba mentalmente muy vacía. Me tomé un tiempo para pensar en lo que necesito hacer. Sabía que no podía seguir compitiendo».
Korpi ha seguido participando en eventos de hielo. Se inscribió como embajadora de atletas y trabajó para la televisión finlandesa en el Campeonato Mundial de 2017 en Helsinki.

## Programas

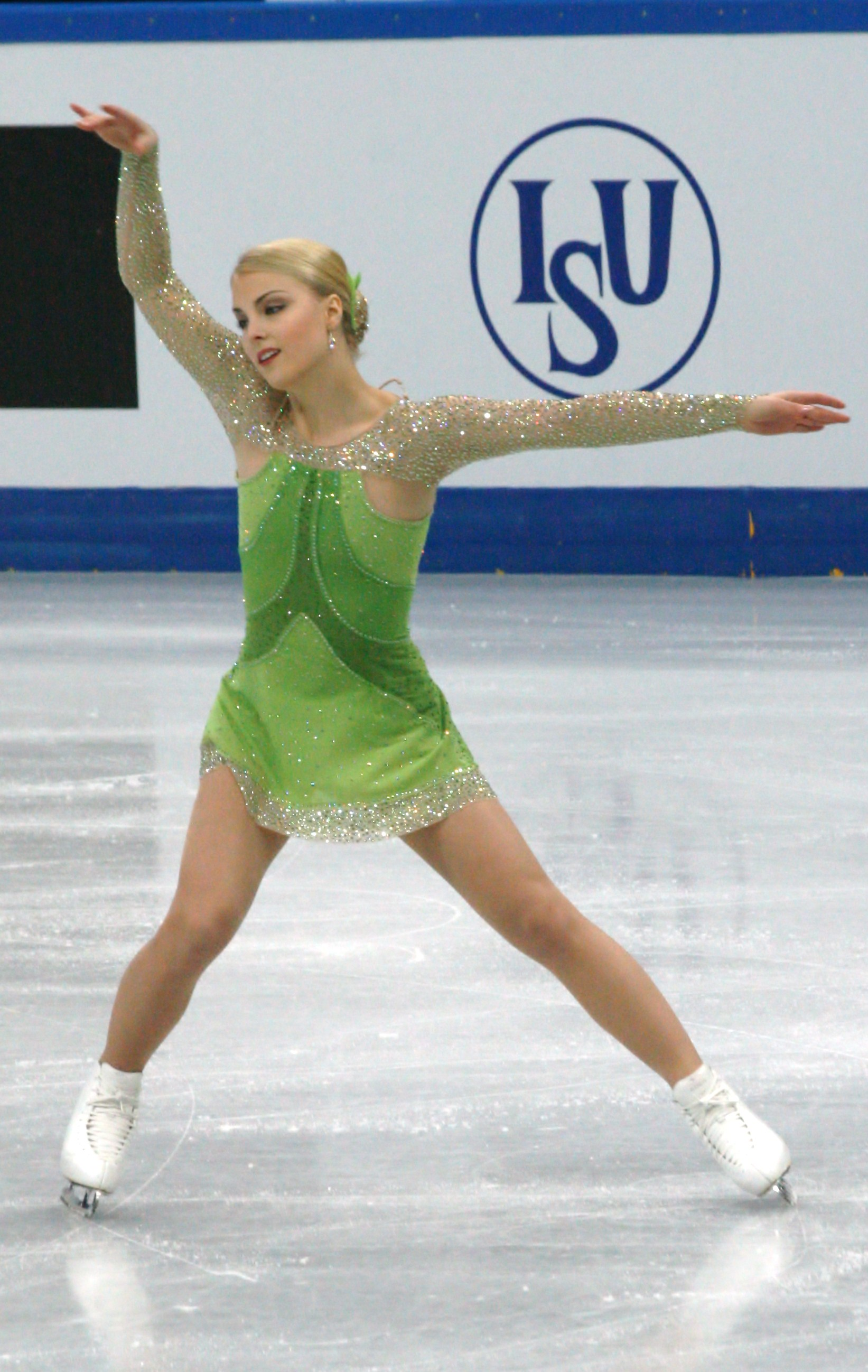
Korpi en la Final del Grand Prix 2012

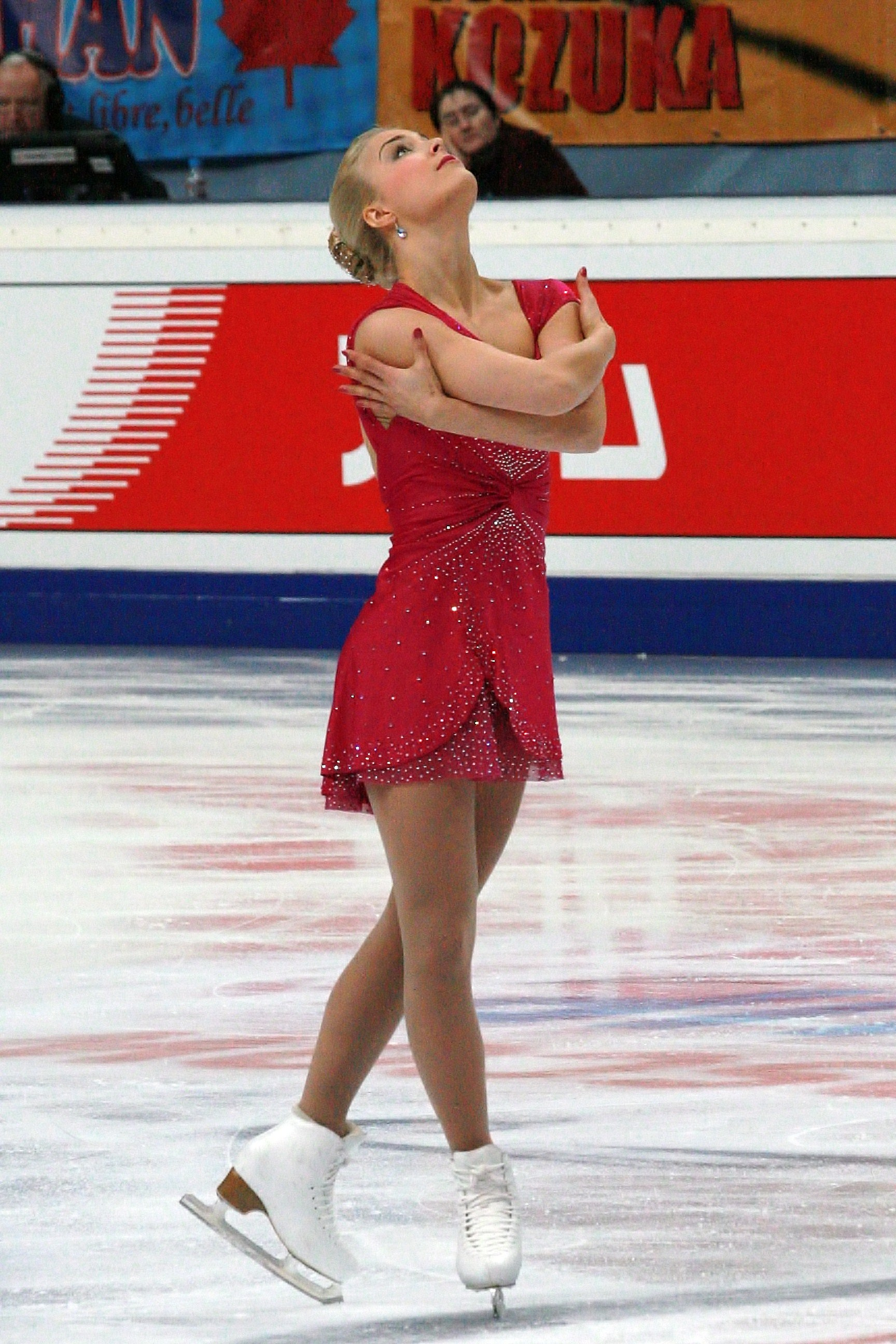
Korpi en la Copa Rostelecom 2012

| Temporada | Programa corto                                                                      | Programa libre                                                                      | Exhibición |
| --------- | ----------------------------------------------------------------------------------- | ----------------------------------------------------------------------------------- | --- |
| 2014-2015 | - A Day in the Life de The Beatles cover de Jeff Beck coreografía de Jeffrey Buttle | - Concierto de violín en D menor de Jean Sibelius coreografía de Shae-Lynn Bourne   | |
| 2013-2014 | - A Day in the Life de The Beatles cover de Jeff Beck coreografía de Jeffrey Buttle | - Once Upon a Time in America de Ennio Morricone coreografía de Shae-Lynn Bourne    | |
| 2012-2013 | - The Girl with the Flaxen Hair de Claude Debussy coreografía de David Wilson       | - Once Upon a Time in America de Ennio Morricone coreografía de Shae-Lynn Bourne    | - Wide Awake de Katy Perry                                                                                           |
| 2011-2012 | - Over the Rainbow de Harold Arlen coreografía de Shae-Lynn Bourne                  | - I Got Rhythm de George Gershwin coreografía de Shae-Lynn Bourne                   | - You and I de Lady Gaga coreografía de David Wilson                                                                 |
| 2010-2011 | - Over the Rainbow de Harold Arlen coreografía de Shae-Lynn Bourne                  | - Evita de Andrew Lloyd Webber coreografía de David Wilson                          | - If I Were a Boy de Beyoncé coreografía de Marwin Smith, Salome Brunner - Cry Me a River de Ella Fitzgerald         |
| 2009-2010 | - Caravan de Ikuko Kawai                                                            | - Crooked Room - Passenger to Copenhagen (from Agatha) de Kerkko Koskinen           | - If I Were a Boy de Beyoncé coreografía de Marwin Smith, Salome Brunner - Butterfly (from Out of Bounds) de Rajaton |
| 2008-2009 | - Triunfal de Astor Piazzolla                                                       | - Crooked Room - Passenger to Copenhagen (from Agatha) de Kerkko Koskinen           | - Butterfly (from Out of Bounds) de Rajaton                                                                          |
| 2007-2008 | - Triunfal de Astor Piazzolla                                                       | - Phantasia de Andrew Lloyd Webber, Sarah Chang                                     | ABBA medley: - Gimme! Gimme! Gimme! - The Winner Takes It All - Dancing Queen                                        |
| 2006-2007 | - Eye Patch - Yo Te Quiero (Once Upon a Time in Mexico) de Robert Rodriguez         | - Phantasia de Andrew Lloyd Webber, Sarah Chang                                     | - Speaking of Happiness de Gloria Lynne - S'il suffisait d'aimer de Céline Dion                                      |
| 2005-2006 | - Hello de Lionel Richie                                                            | Blues: - Fever de Elvis Presley - Blues Boys Tune - Shake It Up and Go de B.B. King | |
| 2004-2005 | - Nessun dorma de Giacomo Puccini interpretado por Vanessa-Mae                      | Blues: - Fever de Elvis Presley - Blues Boys Tune - Shake It Up and Go de B.B. King | - It's Oh So Quiet de Björk                                                                                          |
| 2003-2004 | - Nessun dorma de Giacomo Puccini interpretado por Vanessa-Mae                      | - It's Oh So Quiet de Björk                                                         | |
| 2002-2003 | - Fantasie Impromptu de Frédéric Chopin                                             | - Spanish Caravan de The Doors                                                      | |

## Lo más destacado de la competencias

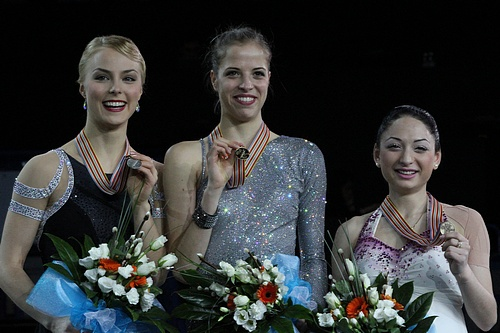
Korpi y sus compañeros medallistas en los Europeos de 2012

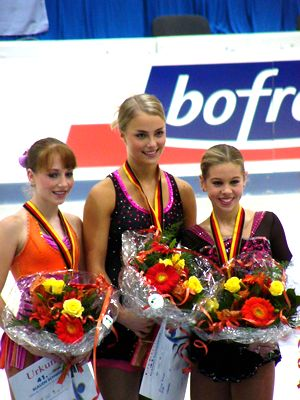
El podio femenino en el Grand Prix Júnior 2004 en Alemania

| Internacional                                                                  | Internacional | Internacional | Internacional | Internacional | Internacional | Internacional | Internacional | Internacional | Internacional | Internacional | Internacional | Internacional | Internacional |
| Evento                                                                         | 02-03         | 03-04         | 04-05         | 05-06         | 06-07         | 07-08         | 08-09         | 09-10         | 10-11         | 11-12         | 12-13         | 13-14         | 14-15         |
| ------------------------------------------------------------------------------ | ------------- | ------------- | ------------- | ------------- | ------------- | ------------- | ------------- | ------------- | ------------- | ------------- | ------------- | ------------- | ------------- |
| Juegos Olímpicos                                                               |               |               |               | 16.º          |               |               |               | 11.º          |               |               |               |               |               |
| Mundial                                                                        |               |               |               | 10.º          | 14.º          | 9.º           |               | 19.º          | 9.º           |               |               |               | 31.º          |
| Europeos                                                                       |               |               | 13.º          | 6.º           | 3.º           | 5.º           | 5.º           | 4.º           | 3.º           | 2.º           |               |               | WD            |
| GP Final                                                                       |               |               |               |               |               |               |               |               |               |               | 4.º           |               |               |
| GP Bompard                                                                     |               |               |               |               |               |               |               | 8.º           | 1.º           |               |               | WD            |               |
| GP Copa de China                                                               |               |               |               |               |               |               |               | 2.º           |               |               | 3.º           |               |               |
| GP Trofeo NHK                                                                  |               |               |               |               |               |               |               |               | 4.º           | 6.º           |               |               |               |
| GP Rostelecom                                                                  |               |               |               |               | 6.º           | 4.º           |               |               |               | 5.º           | 1.º           |               |               |
| GP Skate America                                                               |               |               |               |               | 7.º           |               |               |               |               |               |               |               |               |
| GP Skate Canada                                                                |               |               |               |               |               |               |               |               |               |               |               | WD            |               |
| CS Golden Spin                                                                 |               |               |               |               |               |               |               |               |               |               |               |               | 1.º           |
| Finlandia Trophy                                                               |               |               |               |               | 1.º           | 5.º           |               | 3.º           | 2.º           |               | 2.º           |               |               |
| Golden Spin                                                                    |               |               |               |               |               | 2.º           |               |               |               |               |               |               |               |
| Merano Cup                                                                     |               |               |               | 1.º           |               |               |               |               |               |               |               |               |               |
| Nebelhorn Trophy                                                               |               |               |               |               |               |               |               | 2.º           | 1.º           |               |               |               |               |
| NRW Trophy                                                                     |               |               |               |               |               |               |               | 5.º           |               |               |               |               |               |
| Universiadas                                                                   |               |               |               |               |               |               | 3.º           |               |               |               |               |               |               |
| Internacional: Júnior                                                          |               |               |               |               |               |               |               |               |               |               |               |               |               |
| Mundial Júnior                                                                 | 19.º          | 16.º          | 10.º          |               |               |               |               |               |               |               |               |               |               |
| JGP Final                                                                      |               |               | 4.º           |               |               |               |               |               |               |               |               |               |               |
| JGP Estonia                                                                    |               |               |               | 3.º           |               |               |               |               |               |               |               |               |               |
| JGP Alemania                                                                   |               |               | 1.º           |               |               |               |               |               |               |               |               |               |               |
| JGP Hungría                                                                    |               |               | 6.º           |               |               |               |               |               |               |               |               |               |               |
| JGP Polania                                                                    |               | 3.º           |               |               |               |               |               |               |               |               |               |               |               |
| JGP Eslovaquia                                                                 |               |               |               | 7.º           |               |               |               |               |               |               |               |               |               |
| JGP Eslovenia                                                                  |               | 6.º           |               |               |               |               |               |               |               |               |               |               |               |
| Golden Bear                                                                    | 5.º J         |               |               |               |               |               |               |               |               |               |               |               |               |
| Nórdico                                                                        |               | 1.º J         |               |               |               |               |               |               |               |               |               |               |               |
| Nacional                                                                       |               |               |               |               |               |               |               |               |               |               |               |               |               |
| Campeonato Finlandés                                                           | 2.º J         | 1.º J         | 2.º           | 3.º           | 4.º           | 2.º           | 1.º           | 2.º           | 1.º           | 1.º           | 1.º           |               | 1.º           |
| Evento por equipos                                                             |               |               |               |               |               |               |               |               |               |               |               |               |               |
| Japan Open                                                                     |               |               |               |               |               | 2.º T 6.º P   |               |               |               |               |               |               |               |
| J = Nivel júnior; WD = Retirado T = Equipo; P = Personal; Medallas por equipo. |               |               |               |               |               |               |               |               |               |               |               |               |               |

## Resultados detallados
| Temporada 2014-2015        | Temporada 2014-2015           | Temporada 2014-2015 | Temporada 2014-2015 | Temporada 2014-2015 |
| Fecha                      | Evento                        | Programa corto      | Programa libre      | Total               |
| -------------------------- | ----------------------------- | ------------------- | ------------------- | ------------------- |
| 23-29 de marzo de 2015     | Campeonato Mundial 2015       | 31 41.11            |                     |                     |
| 26 ene-1 feb de 2015       | Campeonato Europeo 2015       | 4 60.60             | WD                  | WD                  |
| 19-21 de diciembre de 2014 | Campeonato de Finlandia 2015  | 1 55.31             | 1 112.69            | 1 168.00            |
| 4-6 de diciembre de 2014   | Golden Spin of Zagreb de 2014 | 4 56.22             | 1 111.59            | 1 167.81            |
| Temporada 2012-2013        |                               |                     |                     |                     |
| 14-16 de diciembre de 2012 | Campeonato de Finlandia 2013  | 1 66.39             | 1 103.66            | 1 170.05            |
| 6-9 de diciembre de 2012   | Final del Grand Prix 2012-13  | 4 63.42             | 5 111.52            | 4 174.94            |
| 8-11 de noviembre de 2012  | Copa Rostelecom 2012          | 2 61.55             | 1 115.64            | 1 177.19            |
| November 2-4, 2012         | Copa de China 2012            | 4 59.69             | 3 110.17            | 3 169.86            |
| 4-7 de octubre de 2012     | Finlandia Trophy de 2012      | 1 69.27             | 2 111.89            | 2 181.16            |
| Temporada 2011-2012        |                               |                     |                     |                     |
| 23-29 de enero de 2012     | Campeonato Europeo 2012       | 2 61.80             | 4 105.14            | 2 166.94            |
| 16-18 de diciembre de 2011 | Campeonato de Finlandia 2012  | 1 58.70             | 1 112.28            | 1 170.98            |